# Ельке Гайденрайх
Ельке Гайденрайх(нар.1943) — німецька письменниця дитячої літератури, а також літературознавиця, літературна критикиня, ведуча, журналістка та акторка.
Її книги перекладені 23 мовами світу. 

## Життя і творчість
Ельке Гайденрайх народилася 15 лютого 1943 у м. Корбах, Німеччина. Сьогодні вона є дитячою письменницею, суто популярною у Німеччині. За освітою філологиня, вивчала германістику і театрознавство. З 1970 року Гайденрайх є незалежною літераторкою, однак постійно співпрацює з різними телеканалами і радіостанціями. Письменниця відома в Німеччині не тільки як прозаїкиня, але і як журналістка, телеведуча, літературна критикиня. Тепер[коли?] Гайденрайх живе в Кельні, багато і плідно працює: вона авторка сценаріїв кількох телефільмів та радіоп'єс. У неї є п'єса для театру «Підприємство "Ноїв ковчег"». За її сценарієм поставлений фільм «Коли настає зима» німецького режисера П. Верхувена.
У 1992 році у видавництві «Ровольт» вийшов і відразу став популярним збірник оповідань «Колонії любові» (нім. Kolonien der Liebe). За ним вийшла перша книжка для дітей «Неро Корлеоне» (1995), дві гумористичні дитячі повісті «Вважають, що на Південному полюсі жарко» (1998) і «Ще чого ...» (1999). У жовтні 2001 відбулася презентація нової збірки оповідань письменниці «Спиною до миру». 
Книги Ельке Гайденрайх не раз відзначалися престижними літературними преміямиː
- Премія Kalbacher Klapperschlange за книгу "Неро Корлеоне" (1996)
- Книжкова премія Мілдреда Батчельдре за книгу "Неро Корлеоне" (1998)
- Премія Юліуса Кампе (2010)
- Міжнародна книжкова премія Corine (2011)

## Переклади українською
У 2017 році артвидавництво "Nebo BookLab Publishing" презентувало книгу Ельке Гайденрайх "Неро Корлеоне. Історія одного кота" українською . Переклад книги зроблений С. Лисовик, а казкові ілюстрації — відомим художником Квінтом Бухгольц (нім. Quint Buchholz). 
Анотація книгиː
Історія Ельке Гайденрайх розповідає про харизматичного чорного кота Неро Корлеоне. Розум і почуття гумору — ті дві безцінні якості, якими наділений цей дотепник. Вороги його боялися, свої — поважали. Впевненість і сміливість допомогли Лев'ячому серцю завоювати світ у розмаху кількох будинків та кількох країн. 
Правила гри Неро Корлеоне прості — він однозначно головний. І крапка. 
Історія для дітей, підлітків і дорослих. 
Переклад книги "Неро Корлеоне" російською мовою у 2010 році зробило видавництво "Самокат" ("Неро Корлеоне. Кошачья История") [Архівовано 2 травня 2013 у Wayback Machine.].